# Miles Smith
Ne doit pas être confondu avec Myles Smith.
Miles Smith (né le 24 septembre 1984) est un athlète américain spécialiste du 400 mètres. 

## Biographie

### Palmarès
| Date | Compétition           | Lieu     | Résultat | Épreuve   | Performance |
| ---- | --------------------- | -------- | -------- | --------- | ----------- |
| 2005 | Championnats du monde | Helsinki | 1er      | 4 × 400 m | —           |

### Records
| Épreuve    | Performance | Lieu        | Date         |
| ---------- | ----------- | ----------- | ------------ |
| 400 mètres | 45 s 16     | Bloomington | 28 mai 2005  |
| 400 mètres | 45 s 16     | Sacramento  | 11 juin 2005 |